# Kìm cắt

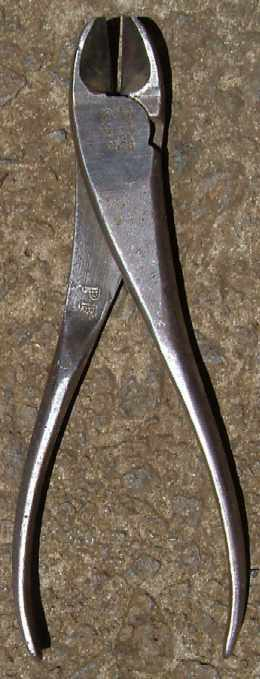
Kìm cắt với tay cầm không được bọc.

Kìm cắt (hoặc kìm cắt dây) là loại kìm dùng để cắt dây (chúng thường không được sử dụng để kẹp hoặc vặn bất cứ thứ gì).

## Hoạt động
Thay vì sử dụng động tác cắt với hai lưỡi tréo qua nhau như kéo, kìm cắt bằng cách ép mạnh hai lưỡi như hai cái nêm vào sợi dây. Các lưỡi được mài thành hình chữ "V " đối xứng, do đó có thể hình dung hai hàm tạo thành chữ " X ", khép hoàn toàn. Các kìm được làm bằng thép cường lực, và thường được làm nóng bằng cảm ứng nhiệt và tôi để làm cứng riêng phần lưỡi.

## Vật liệu cách điện
Tay cầm của kìm cắt thường được bọc vật liệu cách điện bằng cách nhúng vào nhựa lỏng hoặc lồng vỏ nhựa co rút, để thoải mái khi cầm và bảo vệ chống điện giật.

## Sử dụng
Kìm cắt rất hữu ích để cắt dây đồng, đồng thau, sắt, nhôm và thép . Những kìm chất lượng thấp hơn thường không thích hợp để cắt thép tôi luyện, chẳng hạn như dây đàn piano, vì các lưỡi không đủ cứng. Việc cố gắng cắt vật liệu như vậy thường sẽ gây ra các vết lõm trên lưỡi, hoặc một mẻ một hoặc cả hai lưỡi, do đó làm hỏng kìm. Tuy nhiên, kìm cắt chất lượng cao hơn có thể cắt thép cứng, chẳng hạn như dây đàn piano 2mm.

## Các biến thể
Trong công việc điện tử thường dùng kìm cắt đặc biệt với lưỡi kìm cắt được mài sao cho đỉnh của lưỡi cắt ở một mặt của hàm. Những chiếc kìm cắt này cho phép cắt dây bằng phẳng hoặc gần bằng phẳng với mối hàn, tránh để lại đầu nhọn như kìm cắt thường. Người ta thường gọi loại kìm cắt này bằng một cái tên khác, chẳng hạn như "kìm cắt chân linh kiện" để phân biệt với kìm cắt thường.

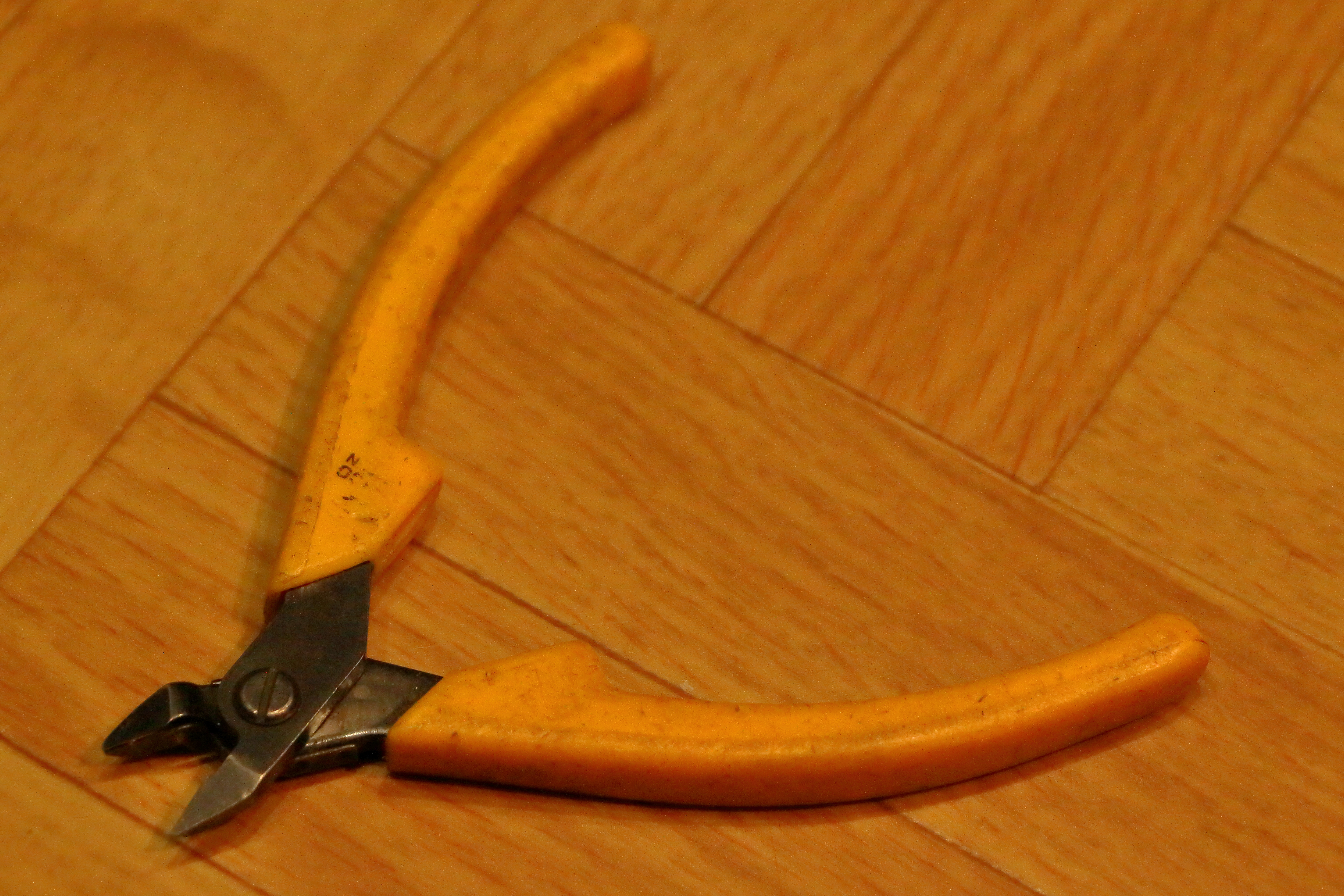
Kìm cắt chân linh kiện cỡ nhỏ với gờ trên cán.

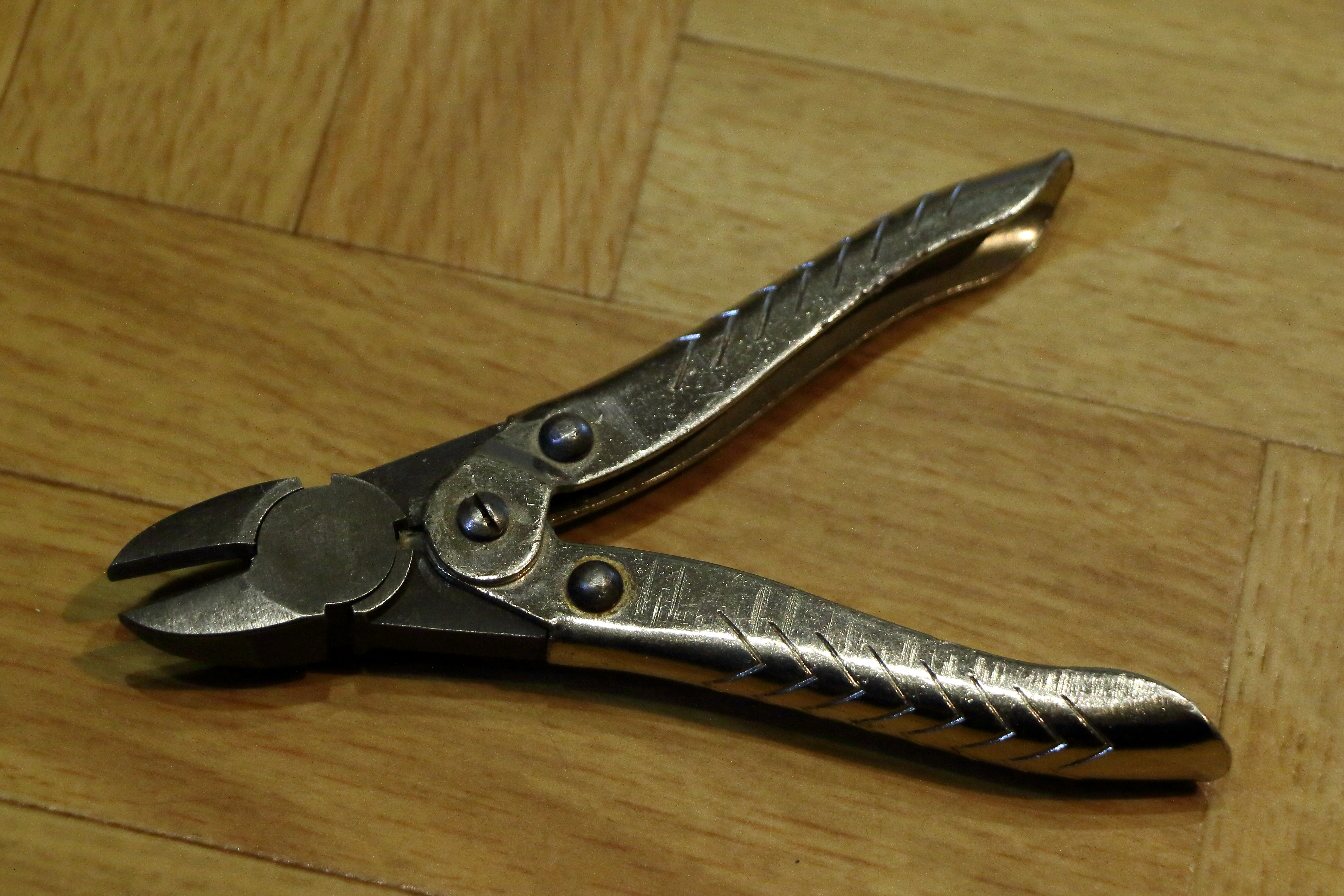
Kìm cắt cộng lực.

Để cắt dây cỡ lớn dễ dàng hơn, dùng kìm cắt cộng lực để tăng độ lợi cơ học.

Một số kìm dùng cho công việc điện được lắp với các lưỡi dao cắt dây được lắp vào hàm hoặc trên tay cầm ngay bên dưới trục.

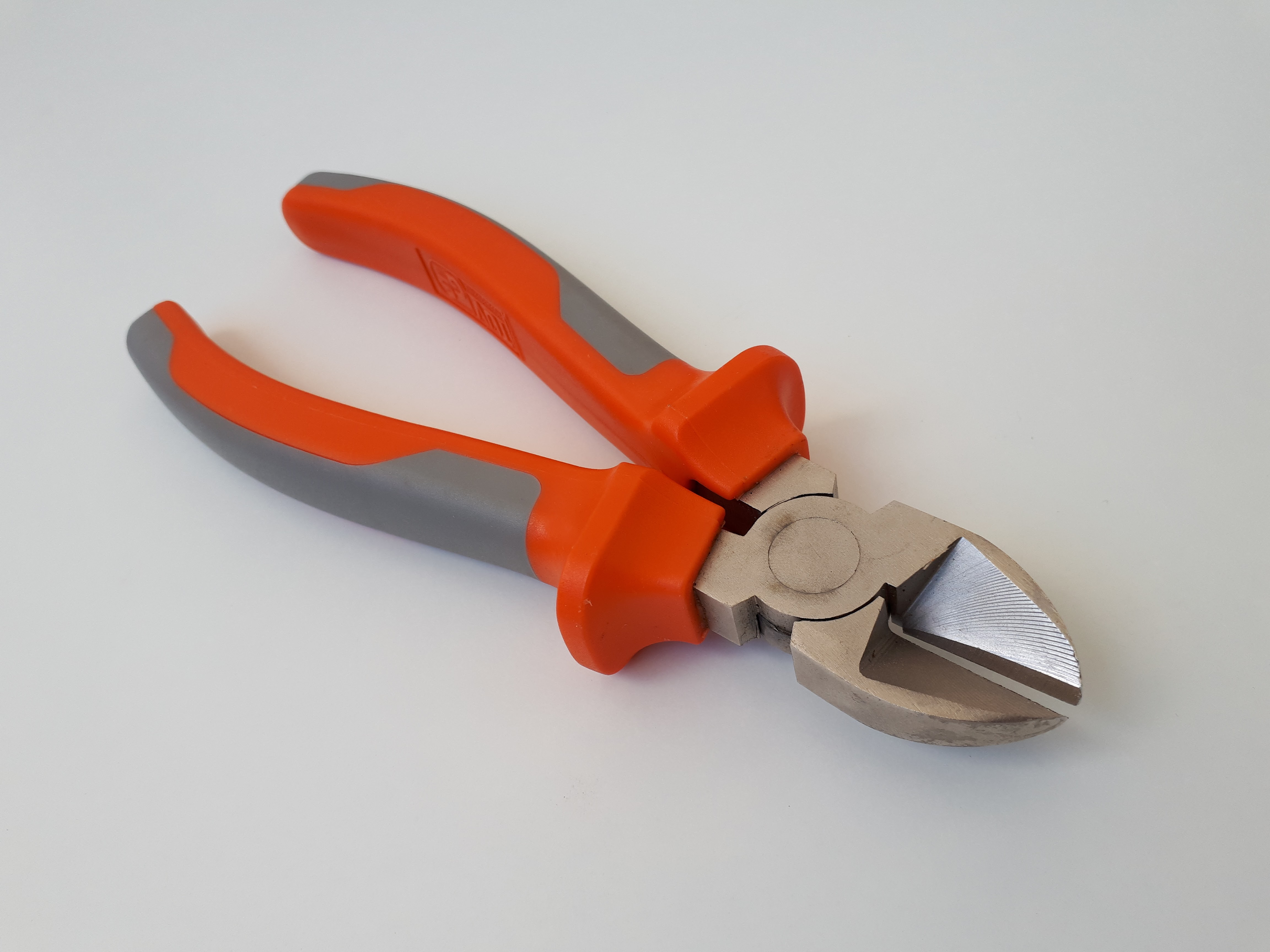
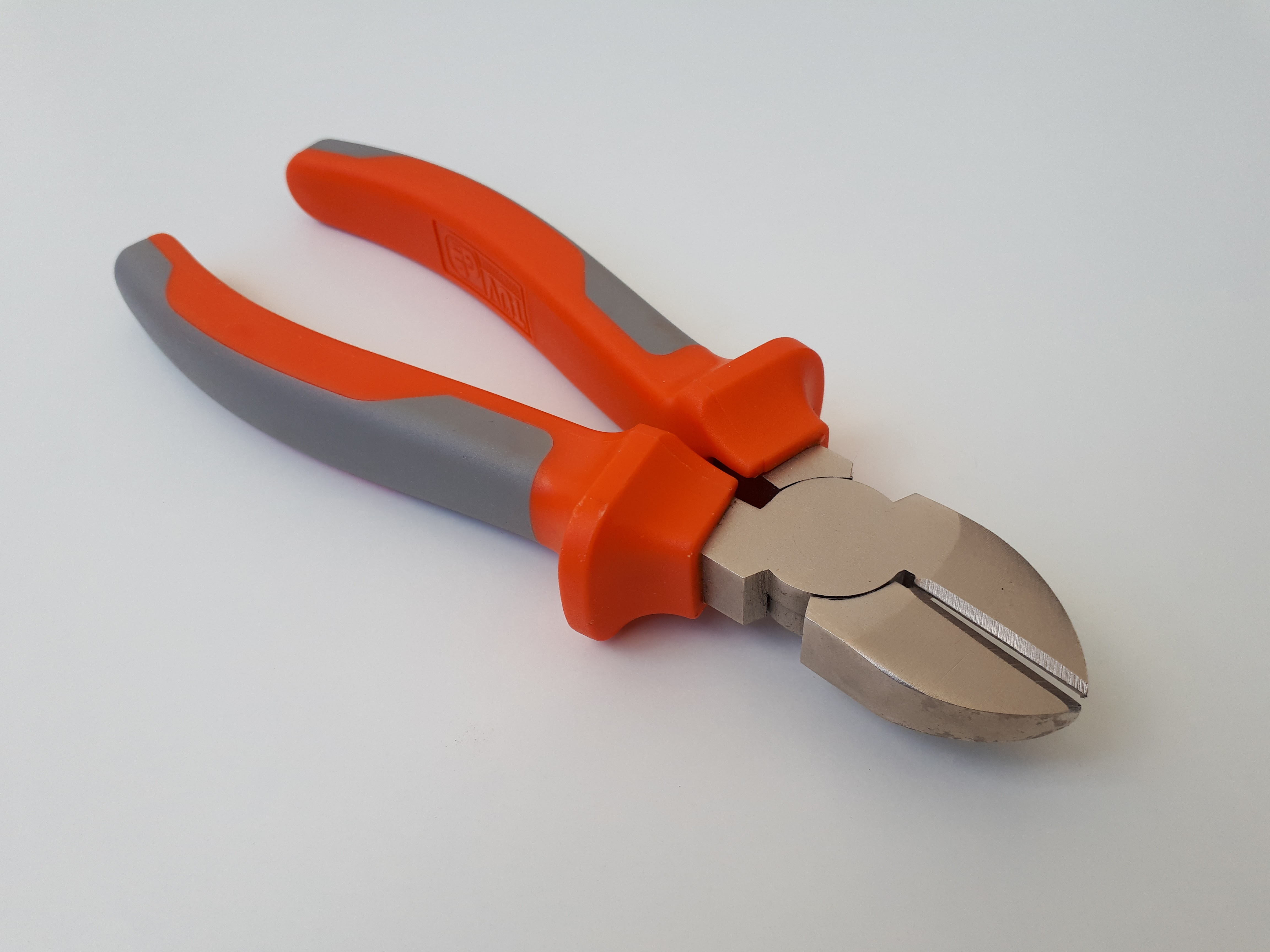
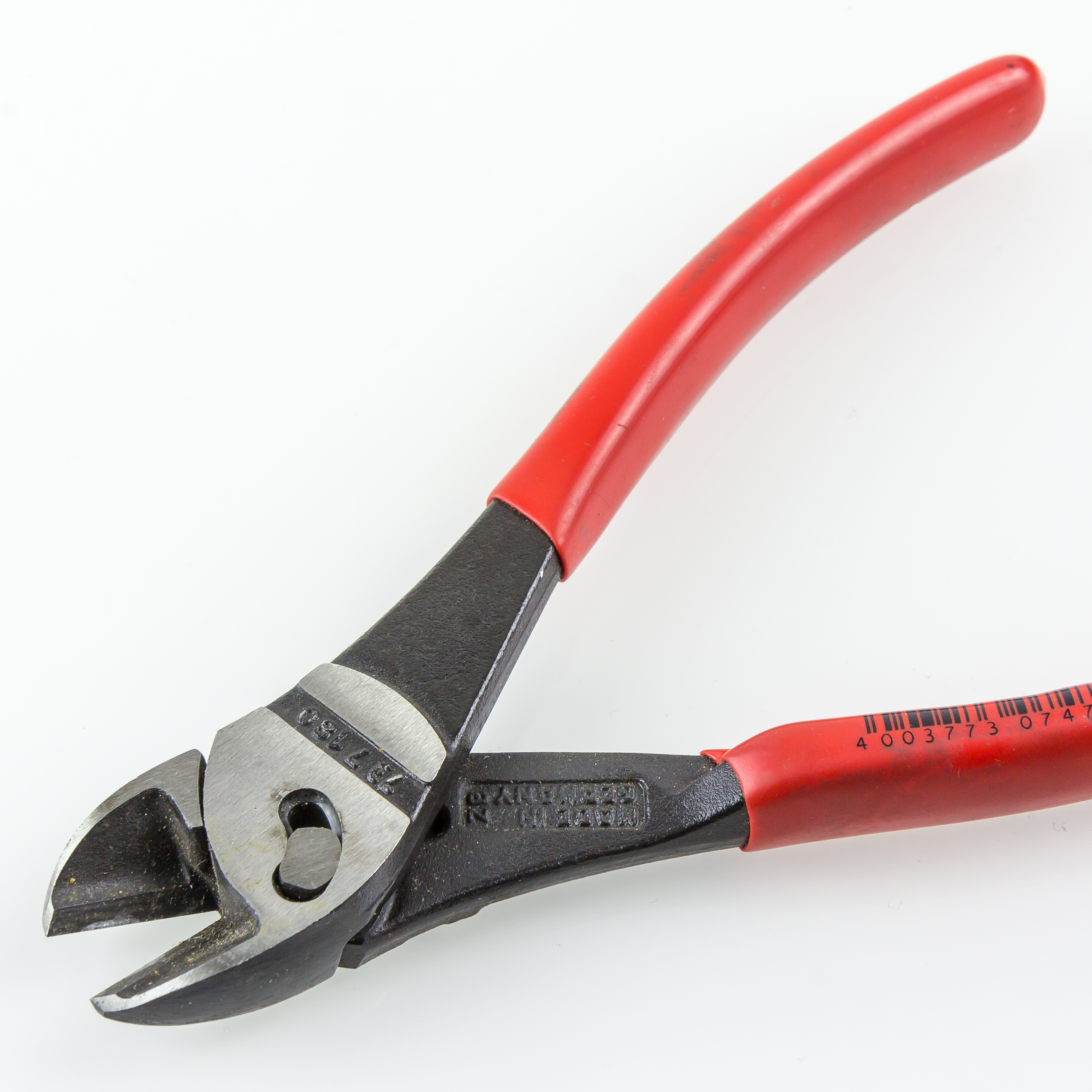
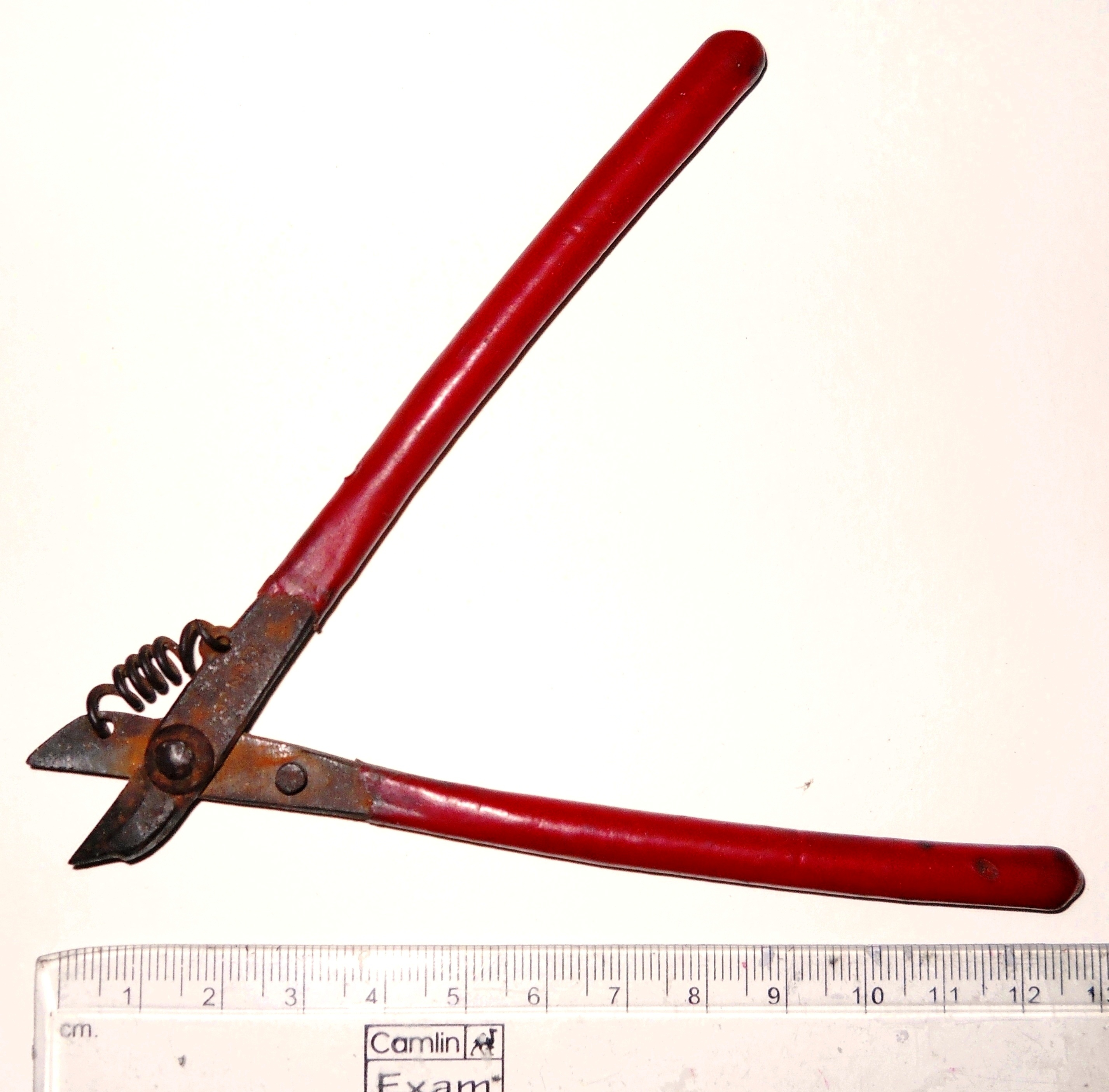
Kìm cắt dây với lò xo tự mở lưỡi
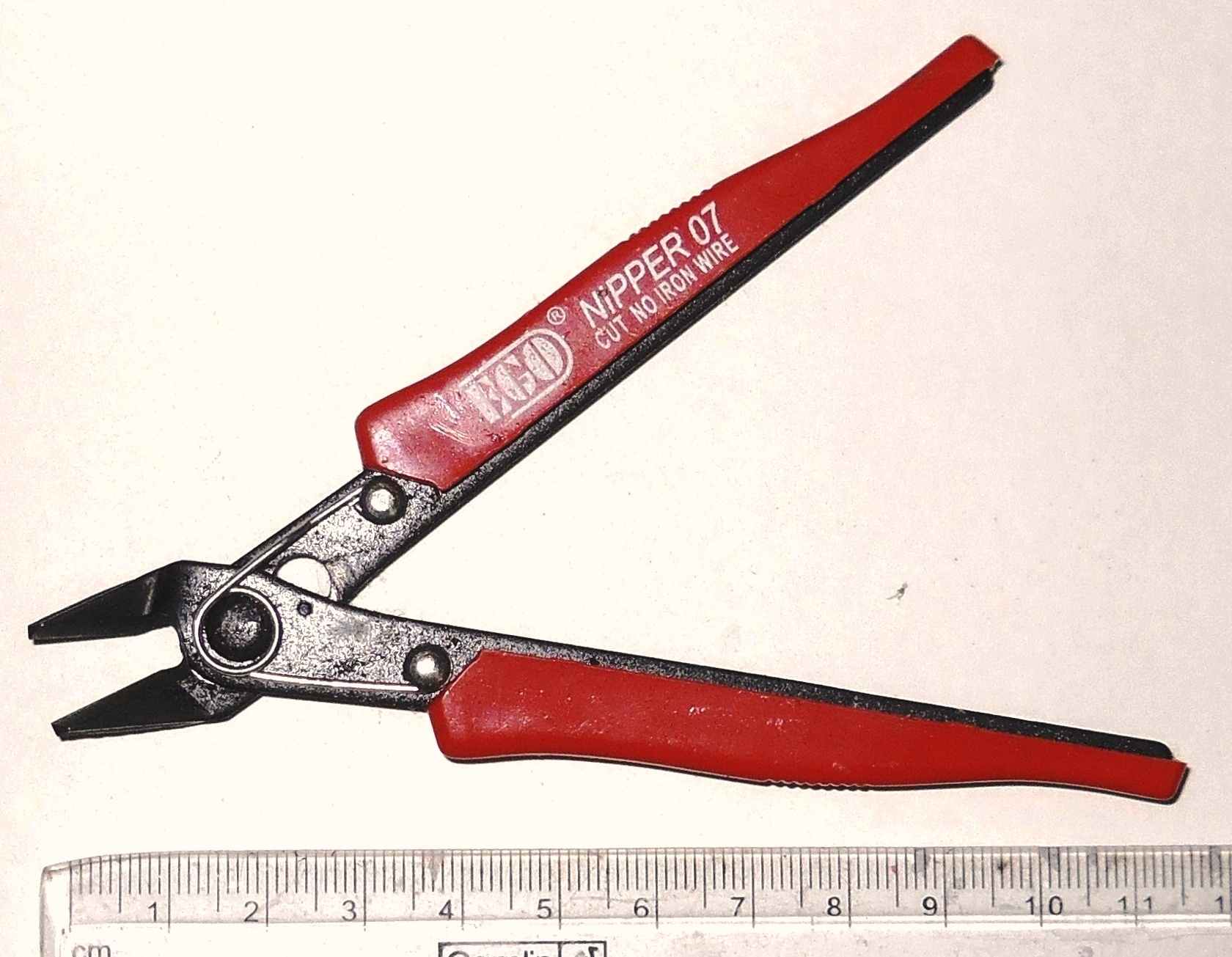

## Liên kết ngoại
- Đánh giá chất lượng của máy cắt đường chéo